# Todd D. Robinson

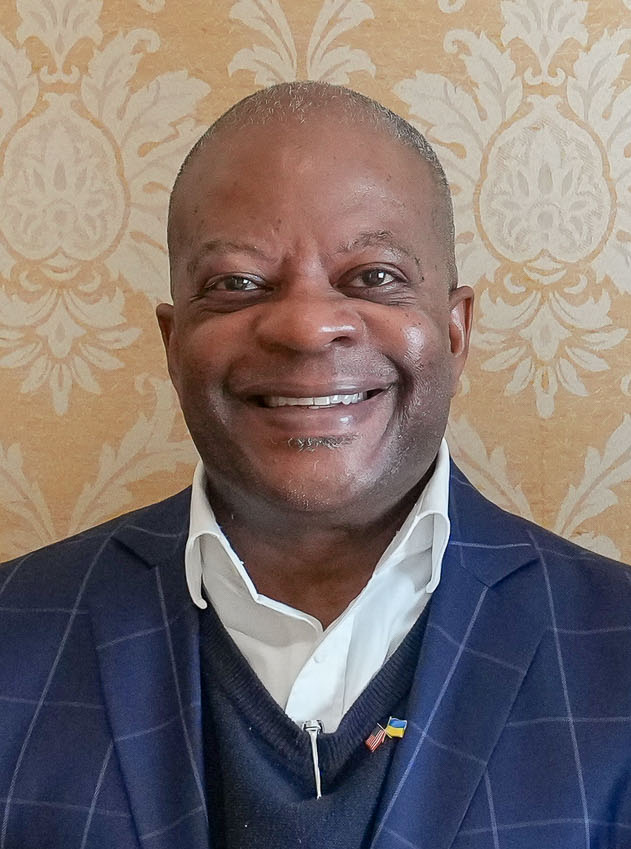
Todd D. Robinson (2024)

Todd D. Robinson (* 1963 in New Jersey) ist ein US-amerikanischer Diplomat, von 2014 bis 2017 Botschafter in Guatemala, von 2017 bis 2018 Chargé d’Affaires ad interim in Venezuela und seit 2021 Assistant Secretary of State for International Narcotics and Law Enforcement Affairs, also Leiter des Bureau for International Narcotics and Law Enforcement Affairs.

## Leben
Robinson erhielt einen Bachelor von der Georgetown University. Nachdem er kurzzeitig als Journalist gearbeitet hatte, wurde er Mitglied des United States Foreign Service, als der er zunächst in verschiedenen Posten arbeitete. Von 1993 bis 1995 arbeitete er als Staff Assistant in der US-Botschaft in Rom und von 1995 bis 1999 als Political Officer je zwei Jahre in der US-Botschaft im Vatikanstadt beim Heiligem Stuhl und in der US-Botschaft in Bolivien. Auf ein Jahr als Special Assistant für den Secretary of State trat er 2000 für drei Jahre den Posten eines Political Officers in der US-Botschaft in der Dominikanischen Republik. 2004 wurde er Political and Economic Chief in der US-Botschaft in Albanien. Im US-Konsulat in Barcelona fungierte er zwischen 2006 und 2009 als Principal Officer and Consul General. 2009 bis 2011 war er stellvertretender Botschafter in Guatemala, worauf er stellvertretender Assistant Secretary of State for International Narcotics and Law Enforcement Affairs wurde. 2014 ernannte ihn der Präsident Barack Obama zum Botschafter in Guatemala. 2017 erhielt er den Posten des geschäftsführenden Botschafters in Venezuela, bis er 2018 vom Staatspräsidenten Venezuelas Nicolás Maduro ausgewiesen wurde. Darauf war er als Senior Advisor für Mittelamerika im Bureau of Western Hemisphere Affairs zuständig, worauf er den International Student Management Office der National Defense University leitete. 2021 ernannte ihn Präsident Joe Biden zum Assistant Secretary of State for International Narcotics and Law Enforcement Affairs.